# Criticar Lin, Criticar Confúcio
Criticar Lin (Biao), Criticar Confúcio (chinês tradicional: 批林批孔運動, chinês simplificado: 批林批孔运动, pinyin: pī Lín pī Kǒng yùndòng; também chamada de Campanha Anti-Lin Biao, Anti-Confúcio) foi uma campanha de propaganda política iniciada por Mao Zedong e sua esposa Jiang Qing, a líder da Gangue dos Quatro. Durou de 1973 até o fim de facto da Revolução Cultural , em 1976. A campanha produziu detalhadas interpretações maoístas a respeito da história da China e foi usada como ferramenta pela Gangue dos Quatro para atacar seus adversários políticos.
A campanha se desdobrou em diversas fases, começando como uma tentativa acadêmica de interpretar a história chinesa de acordo com as teorias políticas de Mao. Em 1974 a campanha se juntou a outra campanha preexistente para atacar Lin Biao, que supostamente tentou assassinar Mao em um golpe fracassado antes de sua morte em 1971. No início de 1975, a campanha foi modificada para indiretamente atacar o então primeiro-ministro, Zhou Enlai, e outras lideranças chinesas. A campanha só chegou ao fim em 1976, quando a Gangue dos Quatro foi presa, dando um fim definitivo à Revolução Cultural.

## Etapas da campanha
Os eventos que ocorreram durante a campanha foram "complexos e muitas vezes confusos", mas podem ser identificados como tendo ocorrido em quatro fases principais.

### Primeira fase
A primeira fase da campanha começou após a 1ª Sessão Plenária do 10º Comitê Central do Partido, em 1973. Após esta sessão, Mao encorajou discussões públicas com foco em criticar Confúcio e o Confucionismo, e em interpretar aspectos históricos da sociedade chinesa dentro de uma perspectiva teórica maoísta. Esses debates iniciais se concentraram na interpretação das questões da escravidão, do feudalismo e da relação entre o confucionismo e o legalismo, de acordo com as teorias sociais publicadas por Mao e Karl Marx.

### Segunda fase
No final de 1973 e início de 1974, começa a segunda fase da campanha, quando os principais críticos de Confúcio foram as massas. As universidades organizaram cursos especiais, preparando programas de crítica a certas concepções de Confúcio usadas por Lin Biao. Dezenas de milhares de trabalhadores e camponeses foram treinados nesses cursos, inflando as fileiras de "teóricos marxistas".
Os ataques a Confúcio se fundiram com uma campanha preexistente para criticar Lin Biao. Com o desdobramento da campanha, ficou claro que as "críticas de Lin Biao e Confúcio" eram dirigidas não tanto contra os "inimigos do passado", mas sim contra os "inimigos de hoje". Durante essa fase, a imagem de Mao foi relacionado com a do primeiro imperador da China, Qin Shihuang (um legalista anti-confucionista). Elogios hiperbólicos foram dados a Qin com base em sua popular associação com Mao.
Baseado nos artigos do Diário do Povo (em chinês: 人民日报, Renmin Ribao), o pesquisador russo Leo Delyusin acredita que os moradores locais formalmente pertencentes à campanha "criticam Lin Biao e Confúcio" acabaram por sabotá-la. Ficou claro que Pequim não estava satisfeita com o progresso da campanha e, de vez em quando, ouvia reclamações e acusações àqueles que tentavam mudar a direção da campanha e dar-lhe uma forma e objetivos diferentes. As tentativas de perturbar e distorcer o significado da campanha contra Lin Biao e Confúcio combinaram-se com uma declaração pública formal sobre a importância da campanha e, na prática, restringiram-na a tratar de casos específicos.
Sob o pretexto de criticar as ideias sobre educação de Confúcio, Tang Xiaowen, em um artigo, atacou aqueles que se afastaram dos ideais da "revolução cultural". Ele buscou mostrar que os ditos de Confúcio tinham um efeito prejudicial sobre a organização do sistema educacional, servindo como fundamento da linha revisionista. Declarando que "Confúcio nutria um ódio feroz das mudanças sociais da época", o autor atribuiu sua intenção como sendo "tornar todos os escravos da China obedientes e submissos". Em sua escola "ele pegava os alunos com a intenção de treinar homens 'humanos', 'propositais', 'nobres', 'virtuosos' que aderissem estritamente às ordens da dinastia Zhou", e tendo alcançado sucesso em seus estudos , "seriam funcionários e promovidos para assim restaurar o sistema escravista do Zhou Ocidental". Na crítica das escolas privadas estabelecidas por Confúcio o leitor chinês teria encontrado as características familiares da "linha política reacionária no campo da educação ".

### Terceira fase
A terceira fase começou depois que Zhou Enlai reorganizou o Conselho de Estado durante o 4º Congresso Nacional do Povo, em janeiro de 1975. No Congresso Popular, Zhou Enlai trouxe de volta ao trabalho muitos quadros que haviam sido expurgados durante os anos 1966-1969 da Revolução Cultural. Em comparação com o primeiro estágio da "revolução cultural", os líderes reabilitados liderados pelo primeiro-ministro Zhou Enlai já tinham grande influência no centro do partido. Sentindo-se fortemente apoiado por seus partidários, em 31 de janeiro de 1974, na reunião ampliada do Politburo, ele pediu veementemente não fossem envolvidas as forças armadas na campanha das "quatro grandes liberdades" (escrever, livre expressão de opiniões e ampla discussão e crítica geral). Por terem apoiado a expulsão de muitos veteranos de carreira do Partido Comunista durante a primeira Revolução Cultural, a Gangue dos Quatro se opôs a esses esforços e começou a usar a campanha para criticar sutilmente Zhou e suas políticas.

### Quarta fase
A quarta e última fase da campanha coincidiu com a doença e hospitalização de Zhou. Após 1974, a campanha atingiu seu clímax e logo se acalmou. A partir do verão de 1975, a Gangue dos Quatro lançou uma nova campanha, introduzindo debates públicos sobre a obra  Margem da Água e uma "guerra ao empirismo" como ferramenta para criticar Zhou e seus outros adversários, em especial Deng Xiaoping, o que acabou marginalizando as críticas a Confúcio. Deng Xiaoping assumiu muitas das responsabilidades de Zhou, atuando como Primeiro-ministro em sua ausência até ser novamente expurgado, em 1976. Após a morte de Mao, a Gangue dos Quatro também dirigiu uma campanha contra Hua Guofeng, que havia sido nomeado como sucessor de Mao na posição de Líder político da China.
A campanha finalmente terminou quando Hua prendeu a Gangue dos Quatro, em outubro de 1976.
Em contraste com a União Soviética, onde o ateísmo militante foi ensinado a várias gerações de cidadãos, a critica a Confúcio na China durou não mais do que dois anos, e não foi capaz de minar completamente o núcleo cultural da civilização confuciana. Quando Deng Xiaoping retornou ao poder, em uma busca por apoio para as ideias de abertura e reforma, ele recorreu a eruditos confucionistas e conseguir trazer um entendimento em relação os chineses que mantinham a fé nos ideais confucianos.

## Foco teórico
Embora a campanha tenha sido usada como ferramenta pela Gangue dos Quatro, ela produziu uma tentativa genuína de interpretar a história da sociedade chinesa dentro do contexto das teorias políticas de Mao. Teóricos maoistas tentaram usar o que sabiam sobre a cultura da idade da pedra Dawenkou para produzir evidências de que uma sociedade escravista existia na história chinesa, tal como Mao havia descrito. Esses teóricos maoistas usaram as recorrentes revoltas camponesas, que ocorreram ao longo de toda a história chinesa, como um forma de evidenciar que o povo comum rejeitava tanto o feudalismo quanto a ideologia confuciana que o sustentava. Após as veementes denúncias ao confucionismo, os teóricos radicais tentaram interpretar toda a história chinesa como um longo episódio de conflito entre as forças do confucionismo e do legalismo, e tentaram se identificar como uma forma de legalistas modernos.